# Hans Edmund Nicola Burgeff
Hans Edmund Nicola Burgeff (Geisenheim, 19 de abril de 1833 – 27 de setembro de 1976) foi um botânico alemão.

## Publicações
- 1909 - Zur Biologie der Orchideenmycorrhiza
- 1909 - Die Wurzelpilze der Orchideen
- 1911 - Die Anzucht tropischer Orchideen aus Samen neue Methoden auf der Grundlage der symbiotischen Verhältnisse von Pflanze und Wurzelpilz
- 1924 - Untersuchungen über Sexualität und Parasitismus bei Mucorineen
- 1932 - Saprophytismus und Symbiose
- 1936 - Samenkeimung der Orchideen und Entwicklung ihrer Keimpflanzen mit einem Anhang über praktische Orchideenanzucht
- 1943 - Genetische Studien an Marchantia
- 1954 - Samenkeimung und Kultur europäischer Erdorchideen nebst Versuchen zu ihrer Verbreitung
- 1961 - Mikrobiologie des Hochmoores mit besonderer Berücksichtigung der Erikazeenn-Pilz-Symbiose
- 1967 -Chromosomenzahlen bei der Gattung Zygaena* / Burgeff, Hans
- 1965 - Parerga über botanische Wissenschaft mit Vorschlägen zur Anlage neuer botanischer Gärten und zur Errichtung neuartiger Gewächshausanlagen